# Chase G. Woodhouse

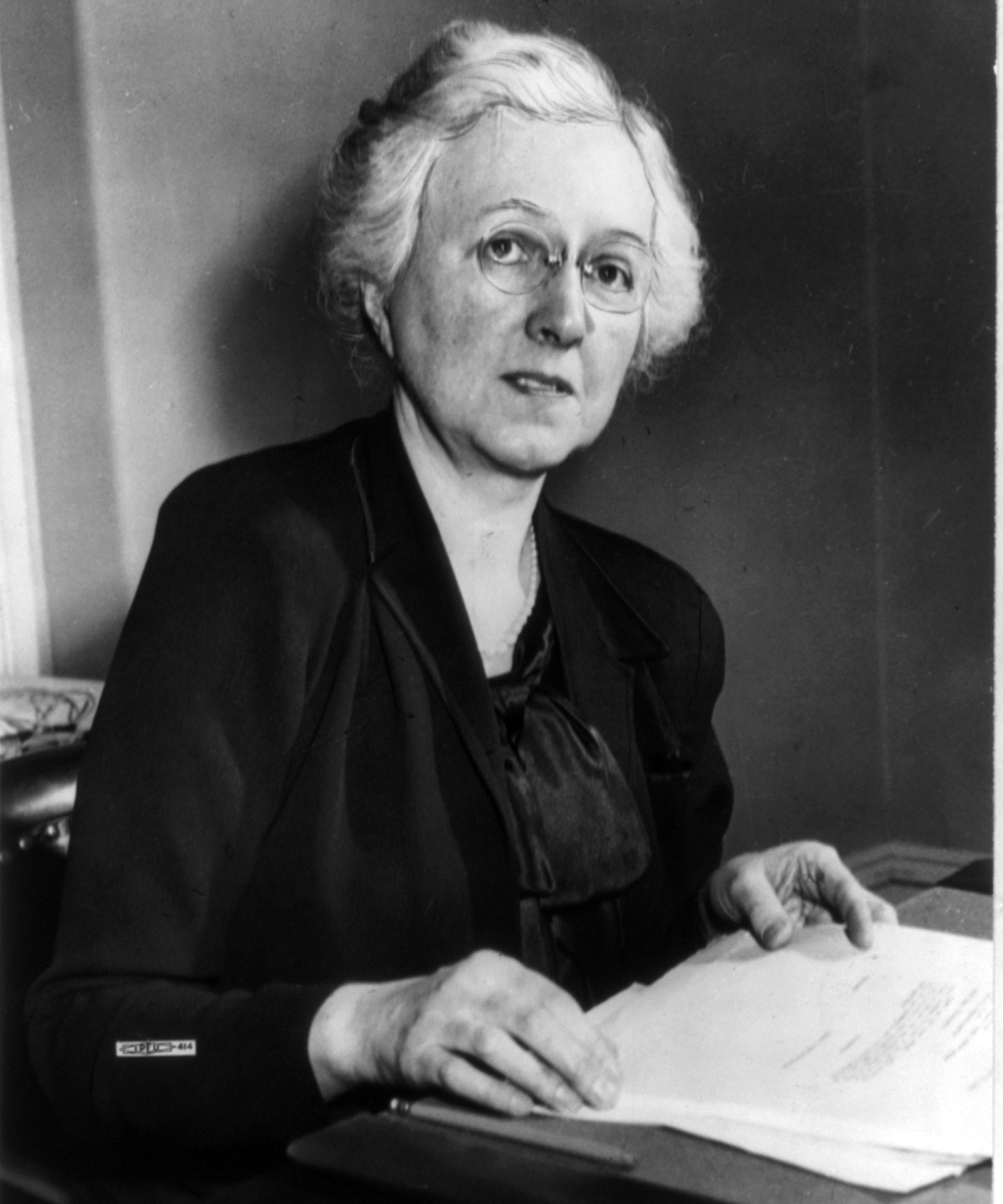
Chase G. Woodhouse

Chase Going Woodhouse (* 3. März 1890 in Victoria, Kanada; † 12. Dezember 1984 in New Canaan, Connecticut) war eine US-amerikanische Politikerin. Zwischen 1945 und 1947 sowie von 1949 bis 1951 vertrat sie den zweiten Wahlbezirk des Bundesstaates Connecticut im US-Repräsentantenhaus.

## Werdegang
Die im kanadischen British Columbia geborene Chase Woodhouse absolvierte im Jahr 1908 die Science Hill School in Shelbyville (Kentucky). Danach studierte sie an der Humboldt-Universität in Berlin und der University of Chicago. Anschließend unterrichtete sie selbst zwischen 1918 und 1925 am Smith College in Northampton (Massachusetts). Zwischen 1926 und 1928 arbeitete sie für das US-Landwirtschaftsministerium. Von 1934 bis 1946 unterrichtete sie auch am Connecticut College in New London. An diesem College leitete sie von 1929 bis 1946 das Institute of Women’s Professional Relations. Von 1929 bis 1934 war sie auch Personaldirektorin des Women’s College an der University of North Carolina in Greensboro.
Woodhouse war Mitglied der Demokratischen Partei. Zwischen 1941 und 1942 war sie als Secretary of State geschäftsführende Beamtin der Regierung des Bundesstaates Connecticut. Von 1942 bis 1944 war sie Beraterin der Kommission, die sich mit dem kriegsbedingten Personalbedarf (War Manpower Commission) befasste. Zwischen 1942 und 1943 führte sie den Vorsitz ihrer Partei in New London, von 1943 bis 1948 war sie Präsidentin der Vereinigung Demokratischer Frauen in Connecticut.
Bei den Kongresswahlen des Jahres 1944 wurde Chase Woodhouse im zweiten Distrikt von Connecticut in das US-Repräsentantenhaus in Washington, D.C. gewählt. Dort trat sie am 3. Januar 1945 die Nachfolge von John D. McWilliams von der Republikanischen Partei an. Da sie im Jahr 1946 nicht bestätigt wurde, konnte sie bis zum 3. Januar 1947 zunächst nur eine Legislaturperiode im Kongress verbringen. Ihr Sitz fiel an den Republikaner Horace Seely-Brown. Zwischen 1947 und 1948 gehörte sie als Vertreterin der Frauen dem Democratic National Committee. Im Jahr 1948 war sie im Stab von General Lucius D. Clay, dem damaligen Hochkommissar im besetzten Nachkriegsdeutschland. Bei den Kongresswahlen des Jahres 1948 konnte Woodhouse ihr früheres Mandat für die Legislaturperiode zwischen dem 3. Januar 1949 und dem 3. Januar 1951 zurückgewinnen. Bei den Wahlen des Jahres 1950 scheiterte sie erneut an Horace Seely-Brown.
Zwischen 1951 und 1953 war sie während des Koreakrieges Mitglied der Preisstabilitätsbehörde. Im Jahr 1965 nahm sie als Delegierte an einer Versammlung zur Überarbeitung der Staatsverfassung von Connecticut teil. Chase Woodhouse starb im Dezember 1984 im Alter von 94 Jahren.